# Carla Wiberg (översättare)
Carla Regina Wiberg, född 29 januari 1950, är en svensk översättare.
Carla Wiberg är sannolikt Sveriges idag mesta översättare med över 500 titlar på verklistan sedan de första översättningarna 1979. Hon översätter från engelska och iriska, i mindre utsträckning, från norska och danska samt från svenska till engelska, såväl vuxen- som barn- och ungdomsböcker.

## Översättningar i urval
- Anitra: Zigenarpojken (Gjenskinn fra Leikvin) (B. Wahlström, 1980)
- Ed Naha: John Lennon 1940-1980 (John Lennon & The Beatles forever) (B. Wahlström, 1981)
- Robert Montgomery Bird: Skogens ande (Nick of the woods) (Lindblad, 1981)
- Irving Wallace: Miraklet (The miracle) (Richter, 1984)
- Peter Abrahams: Falskt spår (Red message) (Richter, 1987)
- Joan Collins: Den bästa tiden (Prime time) (Richter, 1988)
- Belva Plain: Efter nattens regn (Blessings) (Richter, 1990)
- Margery Allingham: Mord i sikte (Look to the lady) (Illustris, 1990)
- Kingsley Amis: Ingen är oskyldig (We are all guilty) (Rabén & Sjögren, 1992)
- Helle Stangerup: Styvfar (Stedfar) (Richter, 1997)
- Stephen Booth: Jungfrudansen (Dancing with the virgins) (Minotaur, 2002)
- Jane Fonda: Mitt liv så här långt (My life so far) (Bromberg, 2006)
- Alden Bell: I dödsskuggans land (The reapers are the angels) (Mix, 2012)
- Hilary Boyd: Handen på hjärtat (When you walked back into my life) (Norstedt, 2014)
- Rainbow Rowell: eleanor & park (eleanor & park) (Berghs, 2014)